# برای خاطر تو
برای خاطر تو نام یک آلبوم موسیقی اثر قاسم افشار (خواننده)، هنرمند ایرانی است که در سبک پاپ تهیه شده و دارای ۸ آهنگ است.

## فهرست آهنگ‌ها
| ردیف | آهنگ          |
| ۱    | برای خاطر تو  |
| ۲    | پای قصه‌ها     |
| ۳    | کوچه          |
| ۴    | نیمه‌شب        |
| ۵    | روح سبز باران |
| ۶    | باغ بی‌برگی    |
| ۷    | گرداب         |
| ۸    | امتداد لحظه‌ها |